# 12460 Mando
12460 Mando eller 1997 AF5 är en asteroid i huvudbältet som upptäcktes den 3 januari 1997 av den japanska astronomen Naoto Satō vid Chichibu-observatoriet. Den är uppkallad efter festivalen Mando.